# Коручка ельбська
Коручка е́льбська (Epipactis albensis) — рідкісна багаторічна рослина родини зозулинцеві. Вид занесений до Червоних книг України (статус «рідкісний»), Словаччини та Червоного списку Міжнародного союзу охорони природи.

## Опис

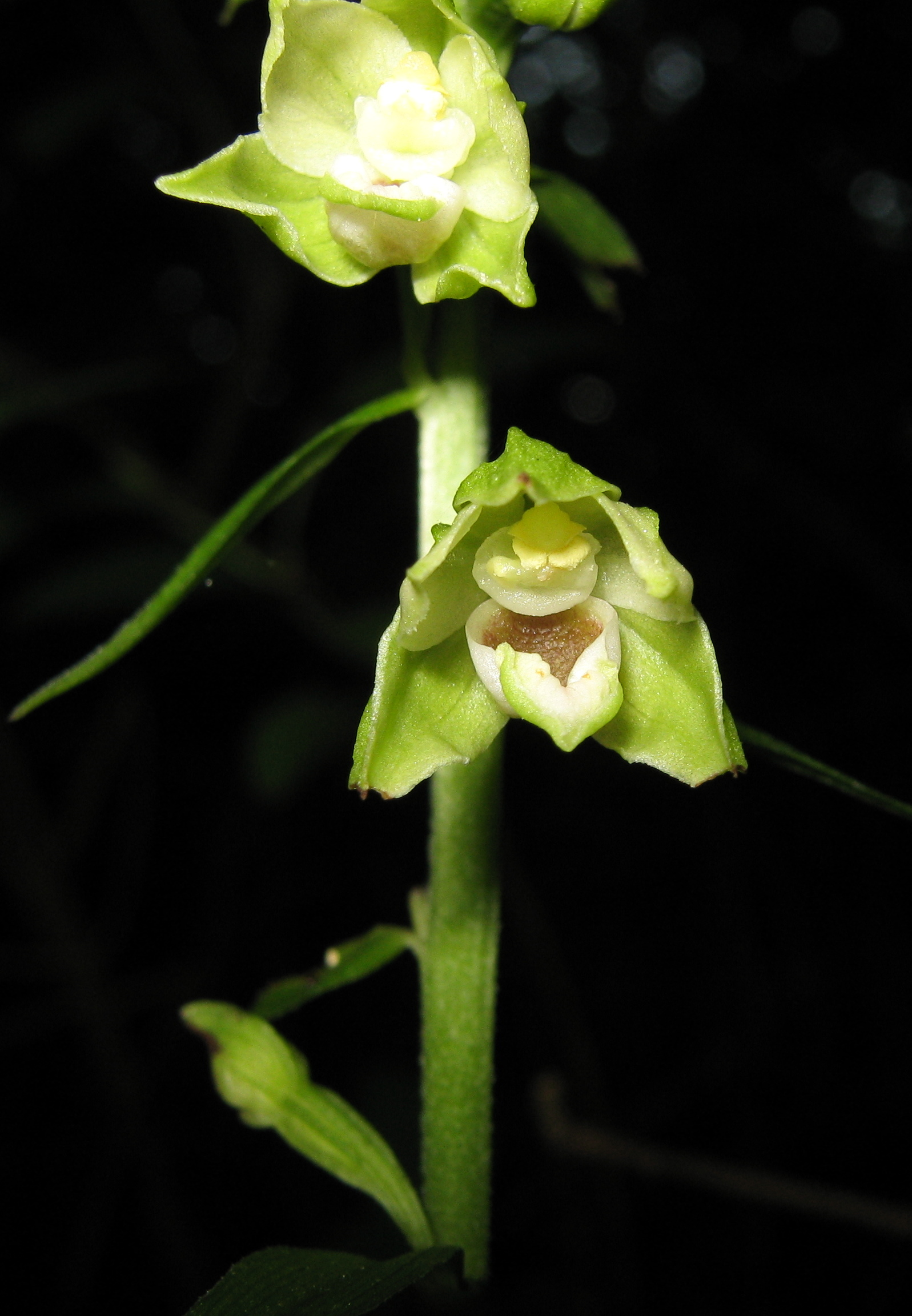
Квіти великим планом

Трав'яниста рослина 3,5–51 см заввишки, висота більшості особин знаходиться в межах 10–30 см. Геофіт. Кореневище коротке. Стебло прямостояче, тонке, міцне, світло-зелене, у верхній частині густо коротко-запушене. У нижній частині стебла 1–3 листки піхвові, зелено-коричневі, лускоподібні, 2–4 стеблових листка яйцеподібно-ланцетні або ланцетні, 2,4–6,3 см завдовжки та 1-2 см завширшки.
Суцвіття 1,5–12,5 см завдовжки, складається, переважно, з 2–15 (інколи 20) квіток. Чашолистки ланцетні, жовтувато-зелені, 6–9,5 мм завдовжки, 2,5–4,7 мм завширшки. Листочки оцвітини біло-зеленкуваті або жовтувато-зеленкуваті, світліші за чашолистики. Як виняток описані особини з яскраво-рожевими пелюстками. Губа спереду серцеподібна, в задній частині — увігнута, фіолетова або коричнева. Плід — коробочка, що містить дуже дрібне насіння. Загалом вид доволі мінливий, тому окремі особини відрізняються від номінальної форми за висотою, кількістю і розміром листків, будовою квітки тощо.

## Екологія
Коручка ельбська — лісова рослина. Трапляється у низинних заплавних дубово-ясеневих лісах на висоті 100–500 м над рівнем моря, на лучно-буроземних і дерново-буроземних ґрунтах з різним ступенем оглеєння. Найбільш численні популяції, що налічують 100–300 особин, притаманні зрілим деревостанам, вік яких перевищує 120 років. Найменші можуть складатися лише з 1–3 рослин. Кількість особин у локалітеті може значно змінюватися залежно від вегетаційного періоду та гідрологічного режиму річки (тривалості та інтенсивності повеней). Вид доволі вологолюбний, віддає перевагу кислим ґрунтам.
Розмножується вегетативно і насінням. Квітне у липні-серпні, в окремих популяціях цвітіння спостерігалось навіть у вересні—на початку листопада. Першими зацвітають рослини, що зростають на добре освітлених ділянках, останніми — ті, що зростають під пологом лісу. У коручки ельбської поширене самозапилення. Плодоносить у серпні-жовтні.

## Поширення
Ендемік Центральної Європи, поширений в Німеччині, Польщі, Чехії, Словаччині, Угорщині, Австрії. У 2011 році невеликі популяції було описано в Румунії в заповіднику Хейле Турзі.
В Україні цю орхідею знайдено лише на крайньому заході Закарпатської області. На всьому протязі ареалу популяції нечисельні, ізольовані, в Україні їх виявлено дев'ять штук: у заплаві річки Боржава між селами Великі Береги, Шаланки та Квасово; у заплаві річки Латориця біля сел Малі Гаївці та Чомонин; у заплаві річки Уж в межах міста Ужгород.

## Значення і статус виду
Окрім національних Червоних книг коручку ельбську занесено до Додатку II Конвенції про міжнародну торгівлю видами дикої фауни та флори, що перебувають під загрозою зникнення (CITES), до Червоних списків Німеччини, Угорщини, Чехії, Польщі. Головними загрозами для цього виду є порушення природних ландшафтів, прокладання лісових доріг, осушення, надмірне рекреаційне навантаження і випасання худоби. В Україні ця орхідея охороняється в Великодобронському заказнику, заповідному урочищі Боржава, пам'ятці природи «Атак».
Господарського значення не має, перспективний для поширення як декоративна рослина.

## Синоніми
- Epipactis albensis subsp. albensis Nováková & Rydlo
- Epipactis albensis subsp. fibri (Scappat. & Robatsch) P. Delforge
- Epipactis albensis var. fibri (Scappat. & Robatsch) P.Delforge
- Epipactis albensis subsp. mecsekensis (A.Molnár & Robatsch) Kreutz
- Epipactis albensis subsp. moravica (Batouek) Kreutz
- Epipactis albensis subsp. rivularis (Kranjcev & Cicmir) Kreutz